# シュヴァンシュテッテン
シュヴァンシュテッテン (ドイツ語: Schwanstetten) は、ドイツ連邦共和国バイエルン州ミッテルフランケンのロート郡に属す市場町

## 地理
シュヴァンシュテッテンは、ニュルンベルク市の南約15kmに位置する。

## 歴史
現在この町に属す集落であるシュヴァントが初めて文献に記録されるのは1186年、同じくレーアシュテッテンは1194年である。

### 自治体の構成
本市は、公式には7つの地区 (Ort) からなる。このうち小集落や孤立農場などを除く集落を以下に列記する。
- フルト
- ハルム
- レールシュテッテン
- ミッテルヘムバッハ
- シュヴァント・バイ・ニュルンベルク

町の名前「シュヴァンシュテッテン」は、集落の名前である「シュヴァント」と「レーアシュテッテン」の一部を組み合わせて新しく創られた地名である。
「市場町」の称号と、市場開催権は、元々シュヴァントが有していたものを引き継いだものである。

## 見所
レーアシュテッテン閘門: マイン＝ドナウ運河がこの町の西側を通っている。郡道RH1号線の南側に、この運河のレーアシュテッテン閘門を見ることができる。この閘門は、高度差24.67mで、ヨーロッパで最も大きな標高差を越える航行閘門である。

## 友好都市
- La Haye-du-Puits （フランス、マンシュ県）1988年
- この他に、オーストリア、ブルゲンラント州の市場町ザンクト・マルガレーテンや、イタリア、ロンバルディア州アッビアテグラッソとも友好関係を結んでいる。

## 出身者
シュヴァンシュテッテンの出身者で最も有名な人物は、作家のエリーザベト・エンゲルハルト (1925 - 1978)である。彼女の小説 “Ein deutsches Dorf in Bayern”（バイエルンのドイツの村）は広く親しまれている。

## 引用
1. ↑  https://www.statistikdaten.bayern.de/genesis/online?operation=result&code=12411-003r&leerzeilen=false&language=de Genesis-Online-Datenbank des Bayerischen Landesamtes für Statistik Tabelle 12411-003r Fortschreibung des Bevölkerungsstandes: Gemeinden, Stichtag (Einwohnerzahlen auf Grundlage des Zensus 2011)
2. ↑  Bayerische Landesbibliothek Online